# Afrothismia korupensis
Afrothismia korupensis är en enhjärtbladig växtart som beskrevs av Sainge och T.Franke. Afrothismia korupensis ingår i släktet Afrothismia och familjen Burmanniaceae. Inga underarter finns listade i Catalogue of Life.